# 元世勋
元世勋（韓語：원세훈，1951年1月31日—）韓国政府官员，歷任行政安全部长、国家情报院长等職。
元世勋1951年生于首尔永登浦区，1973年从首尔国立大学法学系毕业后，进入政界。在30多年的政治生涯中，元世勋历任首尔市江南区区长、首尔市公务员教育学院院长、首尔市第一副市长（时任市长为现韩国总统李明博）、国际环保组织地方政府环境行动理事会（ICLEI）执行委员等职，其间获得汉阳大学行政学硕士学位，并兼任美国斯坦福大学亚太研究所客座研究委员。
2014年他因为大韓民國國家情報院介入總統選舉事件而被首爾中央地方法院一審判處有期徒刑2年6個月，緩刑4年，剝奪公務員資格3年。2015年2月9日，首爾高等法院二審判處有期徒刑3年，剝奪公務員資格3年，隨後裁定羈押。2015年7月16日，韓國大法院合議庭以證據不足為由撤銷二審判決，並將案件發還首爾高等法院。2015年10月6日，首爾高等法院刑事7部部長金時徹裁定，將他從首爾拘留所釋放，自2015年2月9日二審判決後至裁定釋放為止，一共遭羈押240天。2017年8月30日，首爾高等法院終審裁決判處被告元世勳違反「國家情報院法」和「公職選舉法」有期徒刑4年，另同案被告前國情院第三次長李鍾明和前心理戰團團長閔炳周亦被分別判處有期徒刑2年6月，緩刑4年。

## 学历
- 首尔高中毕业
- 首尔国立大学法学学士
- 汉阳大学城市公共管理学硕士
- 首尔科学技术大学公共政策名誉博士